# Mariuxi Domínguez
Mariuxi Domínguez (née le 21 octobre 1983 à Guayaquil) est une journaliste et présentatrice de télévision équatorienne qui réside au Chili.

## Télévision

### Émission
| Année     | Titre             | Rôle                                                       | Chaîne         |
| --------- | ----------------- | ---------------------------------------------------------- | -------------- |
| 2007-2012 | Yingo             | Participante (2007-2009, 2012) Coprésentatrice (2009-2012) | Chilevisión    |
| 2010-2012 | Sin vergüenza     | Présentatrice                                              | Chilevisión    |
| 2013      | Mundos opuestos 2 | Participante (7e éliminée)                                 | Canal 13       |
| 2014      | La tarde vive     | Panéliste                                                  | UCV Télévision |

### Telenovelas
| Année | Titre      | Rôle    | Chaîne      |
| ----- | ---------- | ------- | ----------- |
| 2010  | Don Diablo | Morgana | Chilevisión |

### Sources
- (es) Site officiel